# Mikkjó
A mikkjó (japán: 密教, jelentése: „titkos tanítások”, „ezoterikus, tantrikus buddhizmus”) japán kifejezés, amely a singon buddhista iskola ezoterikus vadzsrajána] gyakorlataira vonatkozik, illetve a tendai és a kegon iskolák ehhez kapcsolódó gyakorlataira. Más singon és tendai hatású gyakorlatokat úgy neveznek, hogy sugendó. Az összetett, mégis olykor leegyszerűsített mikkjó ezoterikus összetétele a japán spiritualitás és miszticizmus legmélyén rejtőzik.
A mikkjó egy átadási vonalat is képez, amely azt jelenti, hogy a mester személyesen adhatja csak át a tanítást a tanítványának egy beavatási rituálé mellett. A mikkjó alapját jelentő tanítások és gyakorlatok gyűjteménye az indiai és a kínai ezoterikus hagyományokból valók. Kínából már a 6. század óta érkeznek spirituális és kulturális hatások Japánba. Szorosabb értelembe véve, a mikkjó magját jelentő singon és tendai valláselméleti ismeretei a 9. században érkeztek a szigetország területére, kezdetben Kúkai (a singon alapítója) és Szaicsó (a tendai alapítója) szerzeteseknek köszönhetően, akik mindketten Kínában tanultak.
A kezdeti tanokra és hiedelmekre rakódott rá később a miszticizmus, a mágia és a gyógyítás, ahogy a Tang-dinasztia bukása után a Kínából menekülő szerzetesek, papok, sámán gyakorlók is eljutottak Japánba. Ezek a vegyes forrásra támaszkodó tanítások könnyen keveredtek sintó gyakorlatokkal, buddhizmus előtti néphagyományokkal (például hegyi szellemekkel), kínai tantrikus buddhizmussal, kínai jin-jang varázslással, taoizmussal, illetve még később tibeti vadzsrajána buddhizmussal.